# Manchester 62 FC
Manchester 62 FC ist ein Fußballverein aus Gibraltar.

## Geschichte
Manchester FC wurde 1962 gegründet und zu Ehren der Matt-Busby-Truppe Manchester United Gibraltar Football & Supports Club benannt. Der Verein spielte seit seiner Gründung in der Gibraltar Division 2, aus der man 1974 in die Gibraltar Premier Division aufstieg. In der ersten Saison gewann Manchester United FC als Aufsteiger seine erste Meisterschaft in der GPL. Es folgten 1977, 1979, 1980, 1984, 1995 und 1999 weitere Meistertitel. Zudem gewannen sie 1977, 1980 und 2003 den Gibraltar Cup. Matthew Reoch ist seit 2001 Kapitän der Mannschaft.
Nachdem der Verein in seiner Geschichte zweimal einen Sponsorennamen im Vereinsnamen getragen hatte (2002 bis 2004 Manchester United Eurobet FC und von 2009 bis 2013 Manchester United Digibet FC), wurde er im Oktober 2013 in Manchester 1962 Football Club umbenannt.

### Vereinsnamen
- 1962–2000: Manchester United FC
- 2000–2002: Manchester United Eurobet FC[4]
- 2002–2008: Manchester United FC
- 2009–2013: Manchester United Digibet FC[5]
- seit 2013: Manchester 62 FC

## Erfolge
- Gibraltarische Meisterschaft (7): 1974/75, 1976/77, 1978/79, 1979/80, 1983/84, 1994/95, 1998/99
- Gibraltarischer Pokal (4): 1974 1, 1977, 1980, 2003
- Gibraltarischer Supercup (2): 2003, 2006
- Aufstieg aus der Gibraltar Division 2 1974

## Statistik
| Saisons | Div. | Līga             | Platz | web    |          |
| ------- | ---- | ---------------- | ----- | ------ | -------- |
| 2013/14 | 1.   | Premier Division | 2.    | [ 6 ]  |          |
| 2014/15 | 1.   | Premier Division | 5.    | [ 7 ]  |          |
| 2015/16 | 1.   | Premier Division | 6.    | [ 8 ]  |          |
| 2016/17 | 1.   | Premier Division | 9.    | [ 9 ]  |          |
| 2017/18 | 1.   | Premier Division | 10.   | [ 10 ] |          |
| 2018/19 | 2.   | Second Division  | 4.    | [ 11 ] |          |
|         |      |                  |       |        |          |
| 2019/20 | 1.   | National League  | P     | [ 12 ] | Pandemie |
| 2020/21 | 1.   | National League  | 9.    | [ 13 ] |          |
| 2021/22 | 1.   | National League  | 7.    | [ 14 ] |          |
| 2022/23 | 1.   | National League  | 8.    | [ 15 ] |          |
| 2023/24 | 1.   | National League  | 6.    | [ 16 ] |          |

## Stadion

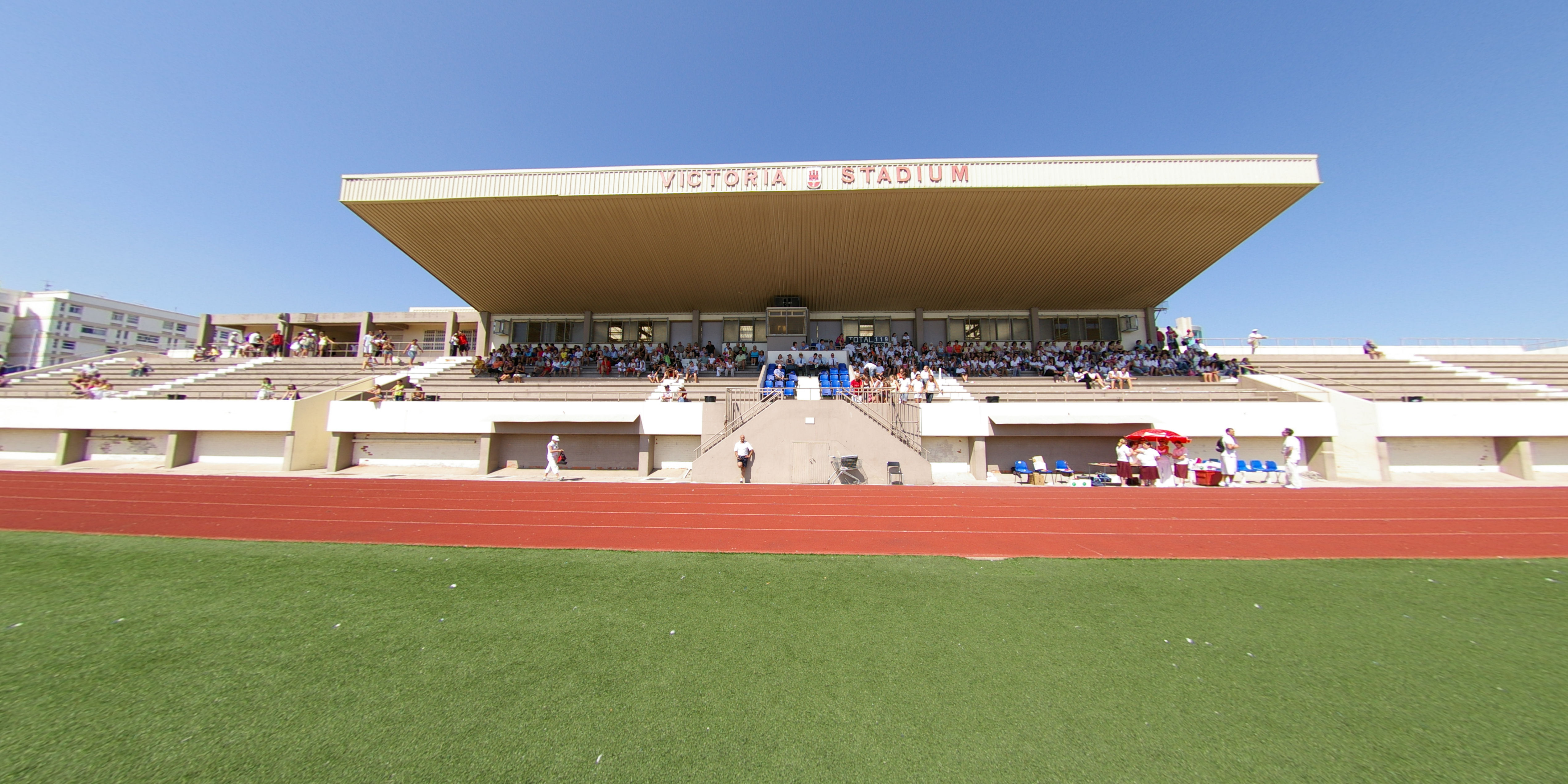
Das Victoria Stadium

Das Victoria Stadium wurde 1950 unter dem Namen Gibraltar Ground erbaut. Die Umbenennung erfolgte während der Gespräche mit der GFA, UEFA und FIFA über die Assoziierung von Gibraltar. Die Gespräche schlugen fehl. Das Victoria Stadium ist heute noch das einzige und zugleich das Nationalstadion Gibraltars.